# Schmelze (Horstwalde)

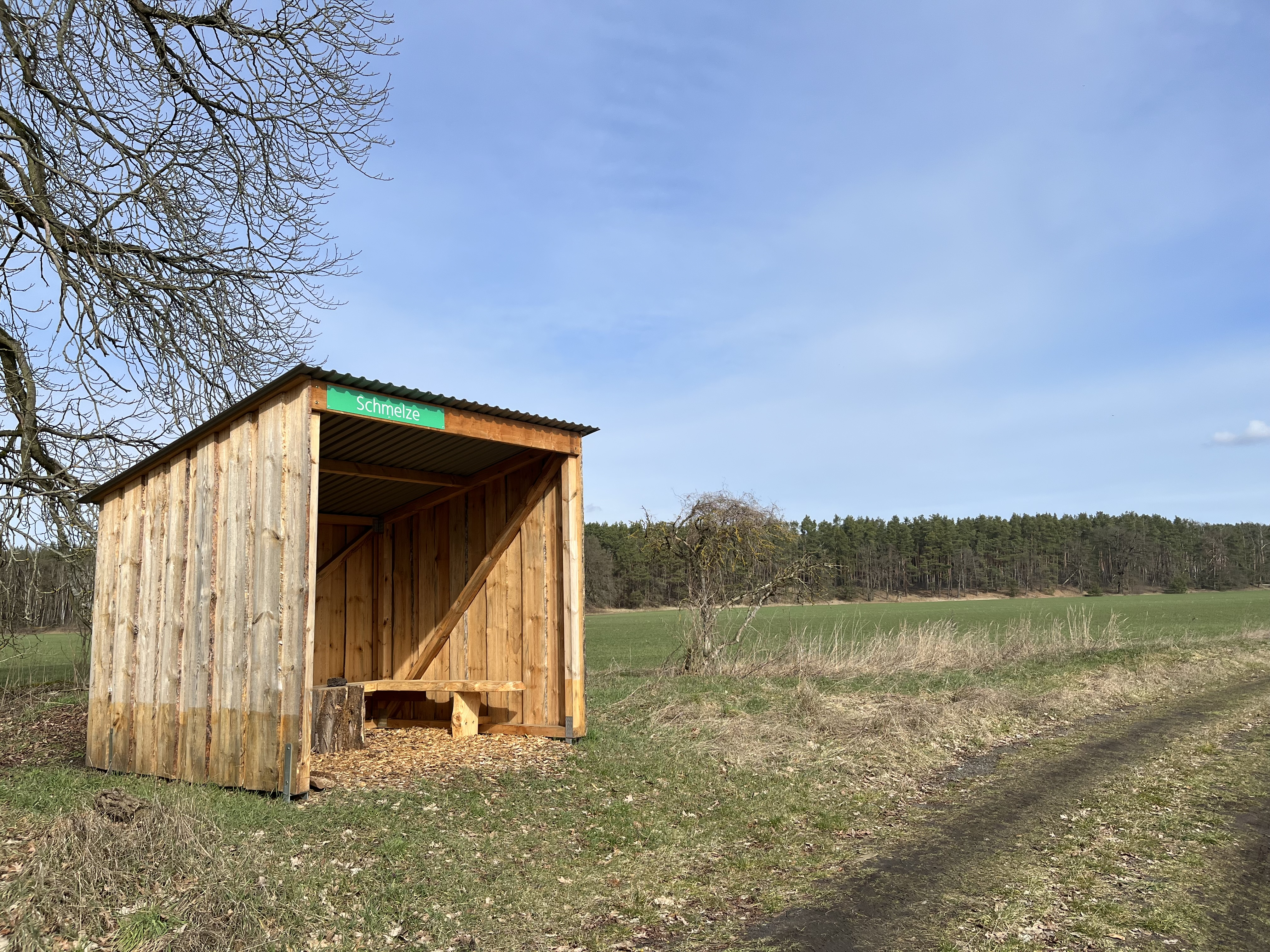
Standort der ehemaligen Schmelze

Schmelze war ein Wohnplatz der Gemeinde Horstwalde, im Jahr 2023 ein Ortsteil der Stadt Baruth/Mark im Landkreis Teltow-Fläming in Brandenburg.

## Geografische Lage
Der Wohnplatz lag rund 1,5 km südsüdwestlich des Gemeindezentrums. Südlich fließt von Osten kommend das Hammerfließ in westlicher Richtung entlang. Von Süden führt der Horstgraben Horstwalde zu.

## Geschichte

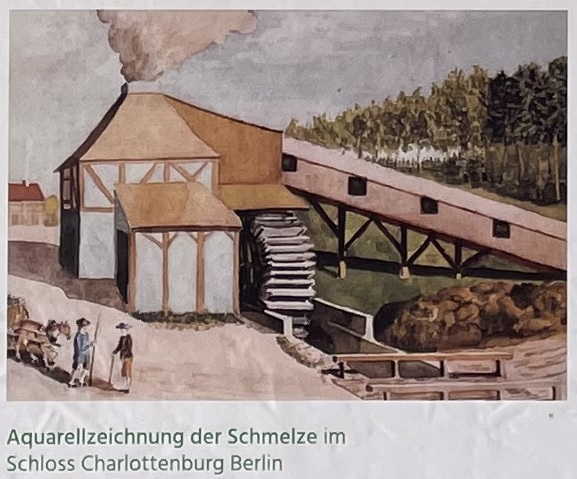
Aquarellzeichnung der Schmelze

Der Graf F. G. Heinrich der Standesherrschaft Baruth errichtete um 1750 westlich des Ortes Neuhof (ab 1939 Horstwalde) ein Eisenhüttenwerk zum Abbau von Raseneisenstein. Zusätzlich wurde Kaliumcarbonat hergestellt, dass zur Herstellung von Glas, Seife und Soda benötigt wurde. Um 1758 entstand zusätzlich eine Eisenschmelze, mit der das Raseneisenerz vor Ort verarbeitet werden konnte. Sie bestand aus Backstein, die auf hölzernen Pfählen in den sumpfigen Untergrund eingelassen war. Der Antrieb der Blasebälge erfolgte durch die Strömung des Hammerfließes. Es gab einen Hochofen, eine Arbeitsstube, ein Gichtenhaus, ein Wasserrad, ein Kohlenschuppen, eine Schlosserwerkstatt, ein Pochwerk sowie ein Wohnhaus. In der Schmelze entstanden unter anderem die Glocken für Schöbendorf und Horstwalde. Der Holzbedarf belief sich im Jahr 1765 auf 30 Klafter, die von 24 Häuslern an sogenannten Holztagen geschlagen wurde. Dies waren der Dienstag und der Donnerstag, an denen von acht Uhr bis zum Sonnenuntergang im Wald gearbeitet werden musste. Die erste urkundliche Erwähnung erfolgte in den Jahren 1778/1786 als Hoh Ofen.
Allerdings erwies sich der Raseneisenstein als wenig ergiebig, so dass der Betrieb um 1800 eingestellt und die Anlagen bis auf die Wohngebäude zurückgebaut wurden. Im Jahr 1837 wurde von drei Gebäuden berichtet. Die Bezeichnung des Ortes änderte sich im Jahr 1854 als Hohenofen oder die Schmelze bei Neuhof. Im Jahr 1871 lebten in Schmelze vier Personen. Zwei Jahre später erschien die Siedlung als Forstetablissement Schmelze, in der 1885 bereits 36 Personen lebten. Im Jahr 1895 bestand das Etablissement aus zwei Wohnhäusern mit 32 Personen; im Jahr 1905 waren es 30, 1925 nur noch 13 Personen. Das Forstetablissement kam 1929 zur Landgemeinde Neuhof und war ab 1957 ein Wohnplatz von Horstwalde. Das verbleibende Wohngebäude brannte ab und wurde nach 1948 abgerissen.
Im Jahr 2023 erinnern lediglich einige Schlackebrocken sowie Obstbäume an die Siedlung. Die Dorfgemeinschaft Horstwalde hat am Standort eine Schutzhütte mit einer Informationstafel errichtet, um an den historischen Ort zu erinnern.